# استاروبالتاچوو (شهرستان بالتاچفسکی، باشقیرستان)
استاروبالتاچوو (به لاتین: Starobaltachevo) یک منطقهٔ مسکونی در روسیه است که در باشقیرستان واقع شده‌است.